# Mine de Colquijirca
 (mars 2025).
La mine de Colquijirca est une mine à ciel ouvert et souterraine de zinc, d'argent et de plomb située au Pérou. Elle est détenue par Buenaventura.